# تیروزینمی نوع دو
تیروزینمی نوع دو (نوع چشمی پوستی) که سندرم ریچنر-هانهارت Richner-Hanhart syndrome نیز خوانده می‌شود، نوعی ناهنجاری مادرزادی متابولیسم است.

## علائم بالینی
- زمان تولد: طبیعی.
- دوره نوزادی، شیرخوارگی یا بزرگسالی: تظاهرات چشمی شامل: اشک ریزش، ترس از نور، درد چشم‌ها یا سابقه قرمزی آنها، خراش، زخم یا پلاک در قرنیه و کدورت قرنیه است. تظاهرات پوستی شامل: کراتوزهای دردناک در نواحی تحت فشار کف دست و پاها، نزدیک نوک انگشتان و در زیر ناخن‌ها به صورت پاپول یا پلاک با حاشیه نامنظم ولی مشخص است که توخالی یا زخمی شده و بدون خارش اما دردناک هستند و به نواحی هیپرکراتوتیک پوسته دار تبدیل می‌شوند. بروز تعریق زیاد همراه با تاول ممکن است نشانه شروع این ضایعات باشد. پلاک‌های خاکستری هیپرکراتوتیک بر روی زانو، آرنج، قوزک پا یا زبان، بیش فعالی، تکامل غیرطبیعی تکلم، ناتوانی یادگیری یا رفتار خود آسیب و در نیمی از موارد عقب ماندگی ذهنی خفیف رخ می‌دهد.[۱][۲]

## نقص آنزیمی
نقص در آنزیم تیروزین آمینو ترانسفراز (در سیتوزول).

## توارث ژنتیکی
اتوزوم مغلوب.

## میزان بروز
این نقص در ایتالیا شایع است.

## روش تشخیص
- در بررسی اسیدهای آلی ادرار: ۴ هیدروکسی فنیل پیرووات، لاکتات و استات بالاست.
- اسیدهای آمینه پلاسما: افزایش شدید تیروزین.
- آمینواسیدهای ادرار: افزایش تیروزین.
- آمینواسیدهای مایع مغزی نخاعی: افزایش تیروزین.

## درمان
شامل رژیم غذایی با محدودیت تیروزین و فنیل آلانین است. در زنان مبتلا کنترل رژیمی در طی حاملگی ضروری می‌باشد، زیرا عقب ماندگی ذهنی، کوچکی چشم و تشنج در کودکان مادران درمان نشده گزارش گردیده است.

## عوارض
به‌صورت بروز عقب ماندگی ذهنی علی‌رغم درمان تظاهر می‌کند.

## آزمون تشخیص قبل از تولد
تیروزینمی نوع دو آزمون تشخیص قبل از تولد ندارد. در هر کودکی که دچار التهاب قرنیه می‌شود، غلظت تیروزین خون بایستی اندازه‌گیری شود.